# 박형우 (축구 선수)
박형우(朴炯愚, 2004년 9월 13일 ~ )은 대한민국의 축구 선수로, 포지션은 왼쪽 윙어이다. 현재 K리그2 안산 그리너스 소속이다.